# Чарівниця (картина Вотергауса)
«Чарівниця» (англ. The Sorceress — картина британського художника Джона Вільяма Вотергауса написана між 1911 і 1915 роками.

## Історія картини
Картина стала третім зображенням класичної міфічної персонажки, богині чаклунства Цирцеї, після «Цирцея подає келих Одіссею» (1891) і «Цирцея» (1892). Знаходиться в приватній колекції. На звороті картини написане ім'я міфічної героїні, крім цього леопард і прядка також підкреслюють, що це саме Цирцея.

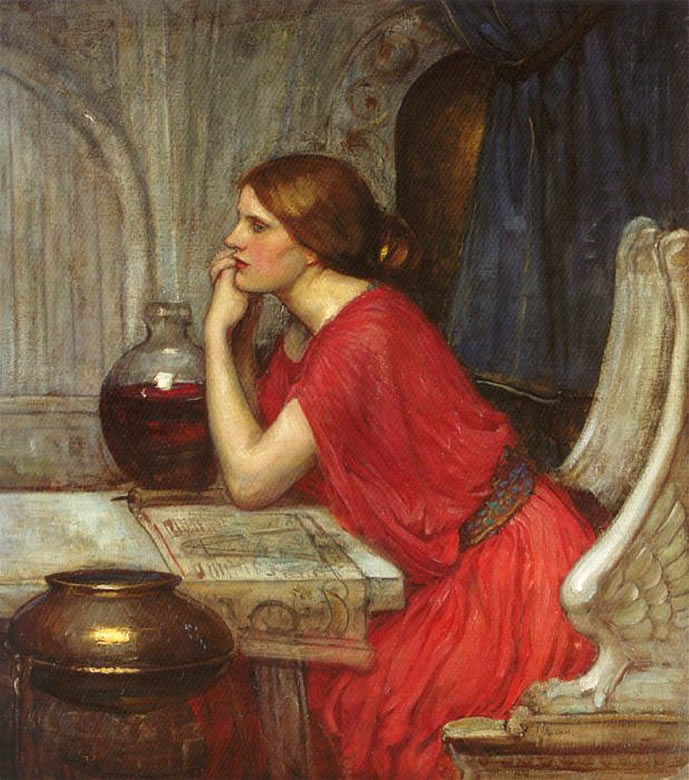
Ескіз до «Чарівниці» (1911; 61 × 51 см; приватна колекція).

Існує дві версії картини «Чарівниця», обидві знаходяться в приватних колекціях. На ескізі 1911 року художник зобразив темноволосу жінку, проте на кінцевому варіанті картини Цирцея — рудоволоса. У гомерівській «Одіссеї» говориться, що богиня чаклунства жила на острові Еея у розкішному будинку, який стояв посередині галявини, оточеної густим лісом. Навколо будинку нишпорили дикі тварини. Вони були повністю підвладні Цирцеї завдяки її магії. Біля острова чаклунки з'явилися кораблі Одіссея, що слідували в Ітаку.

## Опис і аналіз
На полотні художник зобразив Цирцею в її будинку на острові Еея. Дочка Геліоса і Персії — відома чарівниця. На відміну від двох попередніх полотен, на яких Цирцея зображена могутньою жінкою, ця картина показує не божественну, а людську сутність Цирцеї. Чарівниця сидить за столом швидше задумлива і спокійна, ніж небезпечна. На столі розташовані книга заклинань і пляшка з магічним зіллям, що підкреслює її інтелектуальність і божественну підступність. Поруч на столі лежить чаша з вином, що також може вказувати на її людські почуття і амбіції. Цирцея навряд чи випадково перекине будь-який предмет. Вона явно перекинула його навмисно, залишаючи цю загадку в картині невирішеною.